# Roseraie (métro de Toulouse)
Pour les articles homonymes, voir Roseraie (homonymie).
Roseraie est une station de la ligne A du métro de Toulouse. Elle est située dans le quartier de La Roseraie, dans le nord-est de la ville de Toulouse. Elle est mise en service en 2003, lors de l'ouverture à l'exploitation de la deuxième section de la ligne A, de Jolimont au nouveau terminus Balma – Gramont.

## Situation sur le réseau

Plan du métro de Toulouse

Établie en souterrain, la station Roseraie est située sur ligne A du métro de Toulouse, entre la station Jolimont, en direction du terminus sud-ouest Basso Cambo, et la station Argoulets, en direction du terminus nord-est Balma – Gramont.

## Histoire
La ligne A a ouvert en 1993, alors que la station, elle, a ouvert ses portes le 20 décembre 2003, à la suite de la prolongation de la ligne A (dont les travaux ont débuté en 2001) entre les stations Jolimont et le terminus actuel, Balma-Gramont.
En 2016, la station enregistra 2 167 542 validations, ce qui en fait la 11ème station sur 18 la plus fréquentée de la ligne A, devant Patte-d'Oie et derrière Jolimont.
La station a connu des travaux entre 2017 et 2019, dans le cadre du projet de doublement de la longueur des rames de la ligne A du métro toulousain, passant de 26 à 52 mètres. Ces travaux se sont résumés à l'aménagement des quais déjà existants, ceux-ci n'étant pas encore exploités.

## Services aux voyageurs

### Accès et accueil
La station est accessible depuis le square Vincenzo-Tonelli, situé au milieu de la place de la Roseraie, dans le quartier du même nom. Cette unique entrée compte un ascenseur, un escalator et un escalier.
Elle est équipée de guichets automatiques, permettant l'achat des titres de transports et aussi de quais latéraux à 12 portes, lui permettant de recevoir des rames de 52m à quatre voitures.

### Desserte
Comme sur le reste du métro toulousain, le premier départ des terminus (Balma-Gramont et Basso-Cambo) est à 5h15, le dernier départ est à 0h du dimanche au jeudi et à 3h le vendredi et samedi.

### Intermodalité
La station est desservie par les lignes 19 et 36 du réseau Tisséo.

## L'art dans la station
L'œuvre d'art associée à la station, est une installation de Damien Cabanes qui est constituée en plusieurs puits de lumière percés dans les quais. « L’œil « tombe » ainsi dans des fosses – parallélépipédiques – rythmées par « une succession de plaques espacées et percées d’une fenêtre dont le pourtour est badigeonné d’une couleur différente ».

## À proximité
- Bibliothèque Roseraie
- Collège de Jolimont et lycée Stéphane-Hessel
- Groupe scolaire de la Juncasse
- Mairie de quartier de La Roseraie
- Station VélôToulouse n° 178 (Brunaud – Plana)